# Baeocera wolfgangi
Baeocera wolfgangi – gatunek chrząszcza z rodziny kusakowatych, podrodziny łodzikowatych i plemienia Scaphisomatini.
Gatunek ten opisany został w 2012 roku przez Ivana Löbla.
Chrząszcz o ciele długości od 1 do 1,09 mm, ubarwionym ciemnobrązowo z jasnorudobrązowymi goleniami oraz żółtawymi stopami i czułkami. Przedplecze punktowane bardzo delikatnie. Rowek przyszwowy pokryw zaczyna się u ich podstawy, zakrzywia się wzdłuż krawędzi nasadowej i formuje niepełny rządek przypodstawowy, niełączący się z rzędami bocznymi i niesięgający boków pokryw. Gęste i grube punktowanie występuje na całym dysku pokryw. Brak punktów na hypomeronie. Grube punkty po bokach zapiersia rozmieszczone nieregularnie. Samiec ma umiarkowanie zesklerotyzowany edeagus długości 0,25 do 0,28 mm i bardzo słabo rozszerzone człony stóp odnóży przednich.
Owad znany tylko z filipińskiej wyspy Leyte.